# What You See Is What You Get
What You See Is What You Get è il secondo album in studio del cantante statunitense Luke Combs, pubblicato nel 2019.

## Tracce
1. Beer Never Broke My Heart – 3:07
2. Refrigerator Door – 3:24
3. Even Though I'm Leaving – 3:45
4. Lovin' on You – 3:15
5. Moon Over Mexico – 3:25
6. 1, 2 Many (featuring Brooks & Dunn) – 3:01
7. Blue Collar Boys – 3:40
8. New Every Day – 3:19
9. Reasons – 3:44
10. Every Little Bit Helps – 4:08
11. Dear Today – 3:40
12. What You See Is What You Get – 2:52
13. Does to Me (featuring Eric Church) – 3:43
14. Angels Workin' Overtime – 4:14
15. All Over Again – 3:29
16. Nothing Like You – 3:16
17. Better Together – 3:40